# افتانی ارونسیس
افتانی ارونسیس (نام علمی: Spergula arvensis) نام یک گونه از سرده افتانی است.